# Szlak Puszczy Białej i Kamienieckiej
Szlak Puszczy Białej i Kamienieckiej – pieszy, długodystansowy szlak turystyczny w województwie mazowieckim, oznakowany kolorem czerwonym , biegnący przez tereny dawnych puszcz: Białej i Kamienieckiej, pomiędzy dolinami Narwi i Bugu.

## Opis
Szlak Puszczy Białej i Kamienieckiej wytyczony został w latach 90. XX wieku przez Lechosława Herza i posiada znaczenie ponadregionalne. Przebiega przez pozostałości obu puszcz, od których bierze swoją nazwę – Puszczy Białej i Puszczy Kamienieckiej – z zachodu na wschód. Mimo że większość jego trasy prowadzi mniej uczęszczanymi drogami lasów gospodarczych, mija cztery rezerwaty przyrody i długim odcinkiem wiedzie przez Nadbużański Park Krajobrazowy.  
Pierwszy etap szlaku, tereny Puszczy Białej położone na Międzyrzeczu Łomżyńskim, w widłach dolnej Narwi i dolnego Bugu, to ziemie osiedlane od I poł. XVIII w. przez przybywających z północy Kurpiów, nazywających siebie później Kurpiami Białymi. Na trasie szlaku zobaczyć można dawne poręby, czyli zamieniane stopniowo we wsie śródpuszczańskie osady (Bartodzieje, Wielgolas, Jaszczułty, Knurowiec), a w nich – chaty z końca XIX / początku XX w. w unikalnym białokurpiowskim stylu. 
Drugi etap rozpoczyna się w dawnej flisackiej wsi Kamieńczyk i prowadzi początkowo przez tereny Nadbużańskiego Parku Krajobrazowego na wysokim, południowym brzegu Bugu. Następnie biegnie dalej na zachód przez Puszczę Kamieniecką i, mijając Rezerwat Czaplowizna, kończy się na stacji kolejowej w Sadownem Węgrowskiem. 
Szlak oceniany jest jako łatwy, oznakowany jest dobrze lub nieźle. Zalecany czas na jego przejście to 3-5 dni. Ponieważ trasa prowadzi głównie mało uczęszczanymi leśnymi drogami i ścieżkami, rzadko mijając większe miejscowości, sugerowane jest zadbanie o odpowiedni zapas wody i jedzenia. 
Ze względu na zamknięcie w 2020 r. przeprawy promowej Brańszczyk-Kamieńczyk na rzece Bug, stanowiącej łącznik między dwoma etapami szlaku, pojawił się problem z jego ciągłością. Do tej pory (stan na czerwiec 2022 r.) nie zostało zaproponowane i wytyczone obejście przeszkody. Nieoficjalna, stosowana przez turystów trasa obejścia to: Brańszczyk-Nakiel – Turzyn – most na Obwodnicy Wyszkowa – Suwiec – Kamieńczyk.

## Przebieg szlaku

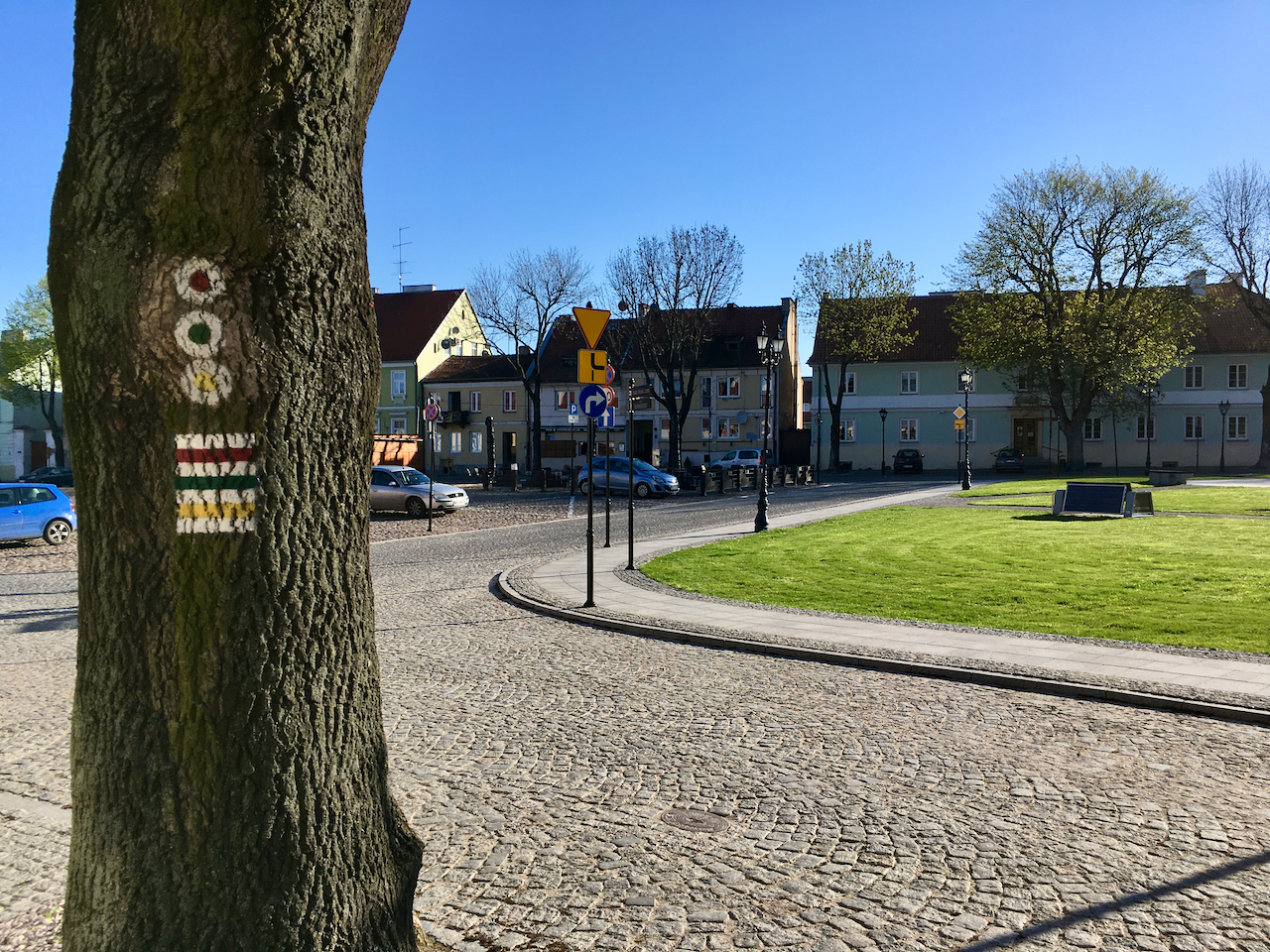
Początek Szlaku Puszczy Białej i Kamienieckiej na rynku w Pułtusku

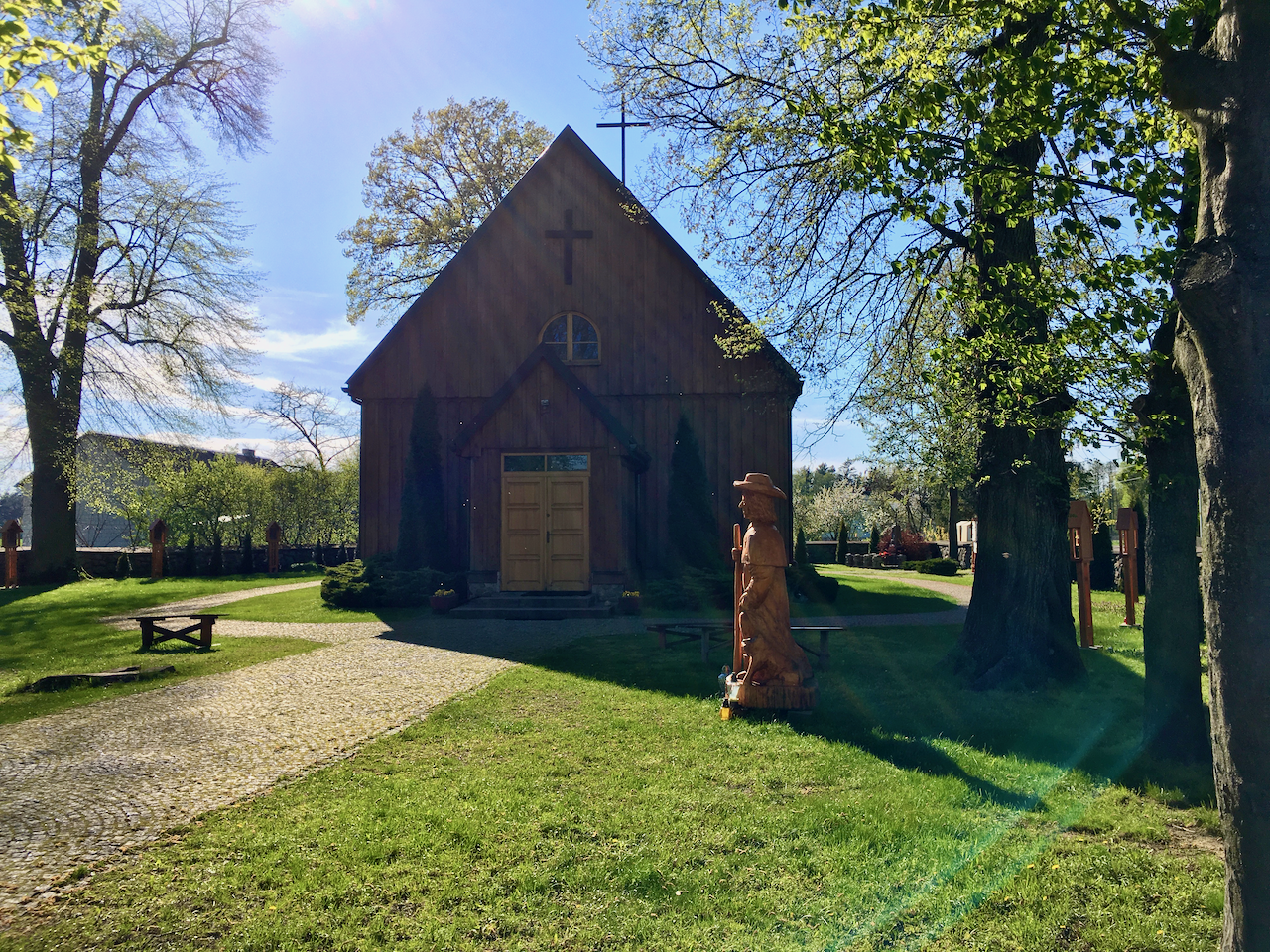
Kościół pw. św. Rocha w Sadykierzu

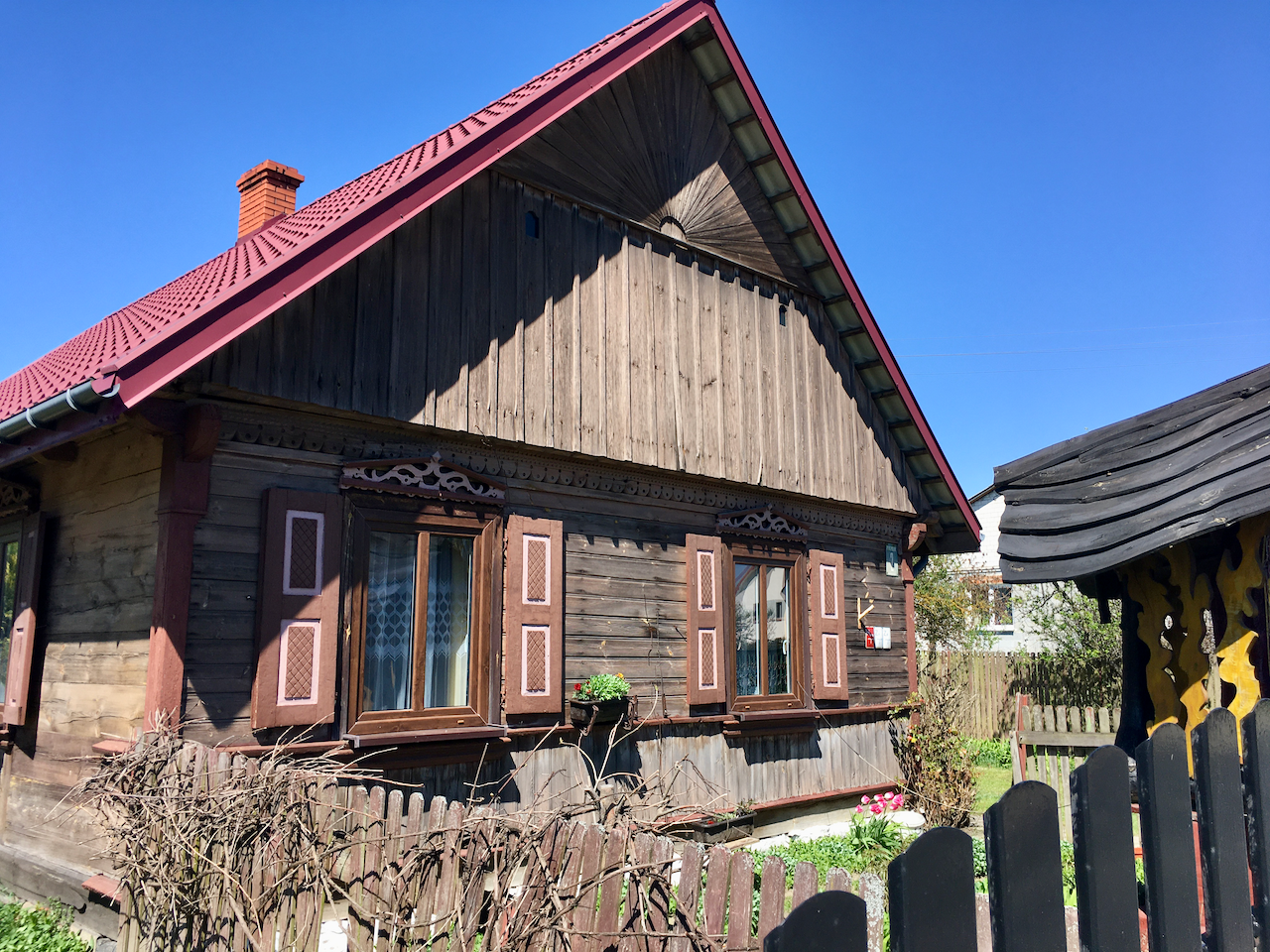
Przykład sztuki ciesielskiej Kurpiów Białych – tradycyjne zdobienia jednej z chat

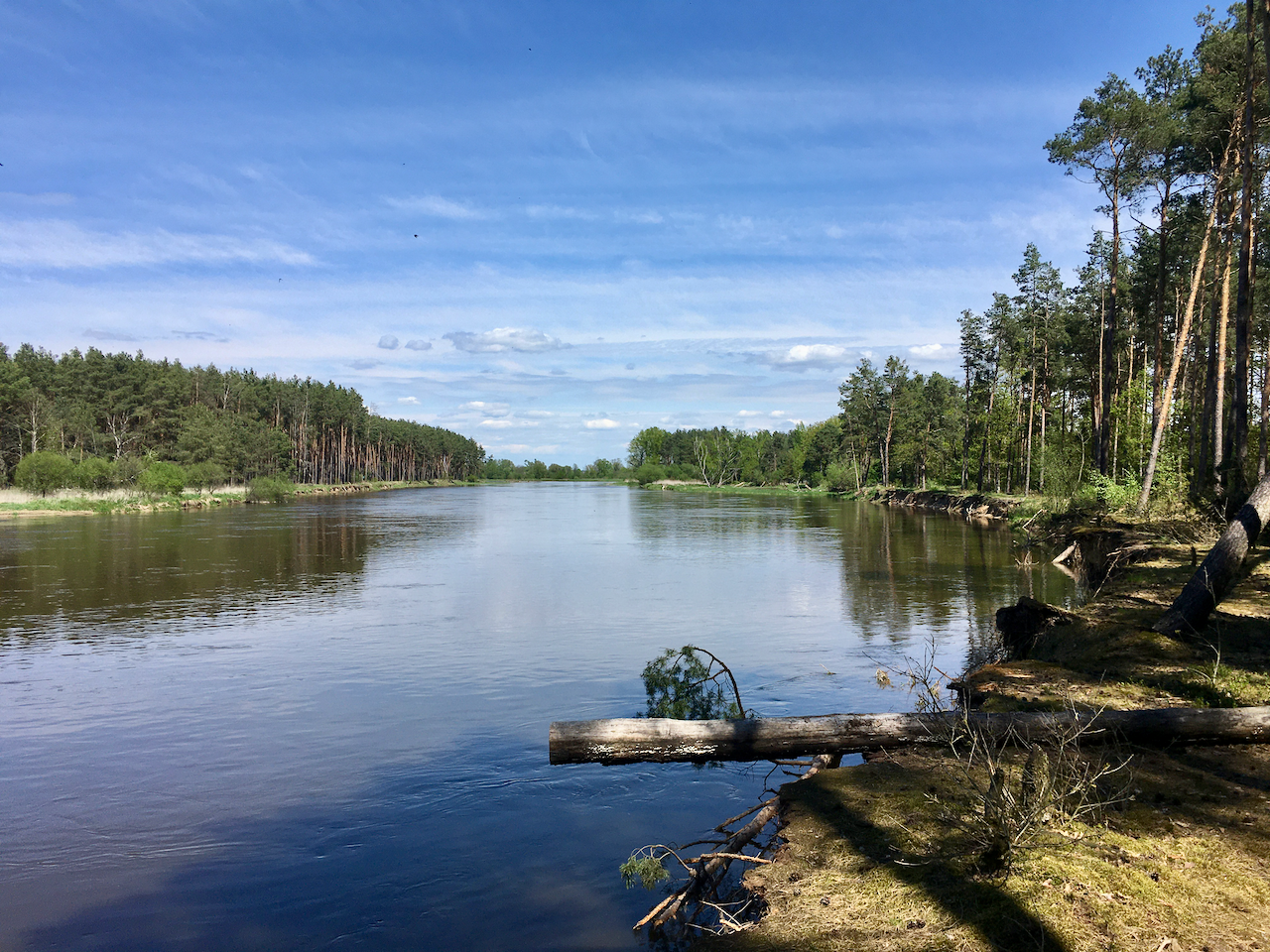
Brzeg Bugu w Nadbużańskim Parku Krajobrazowym

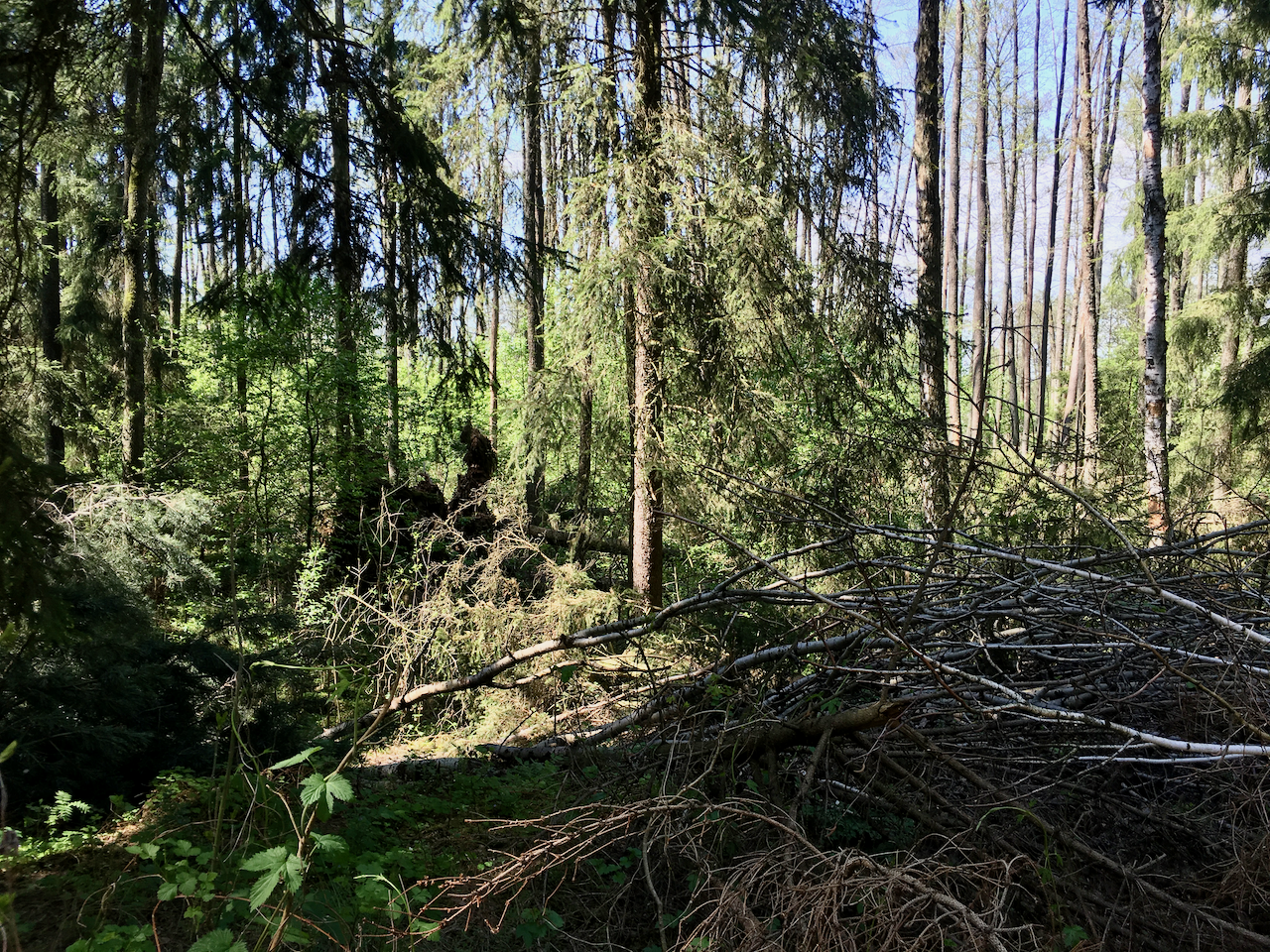
Rezerwat przyrody Jegiel

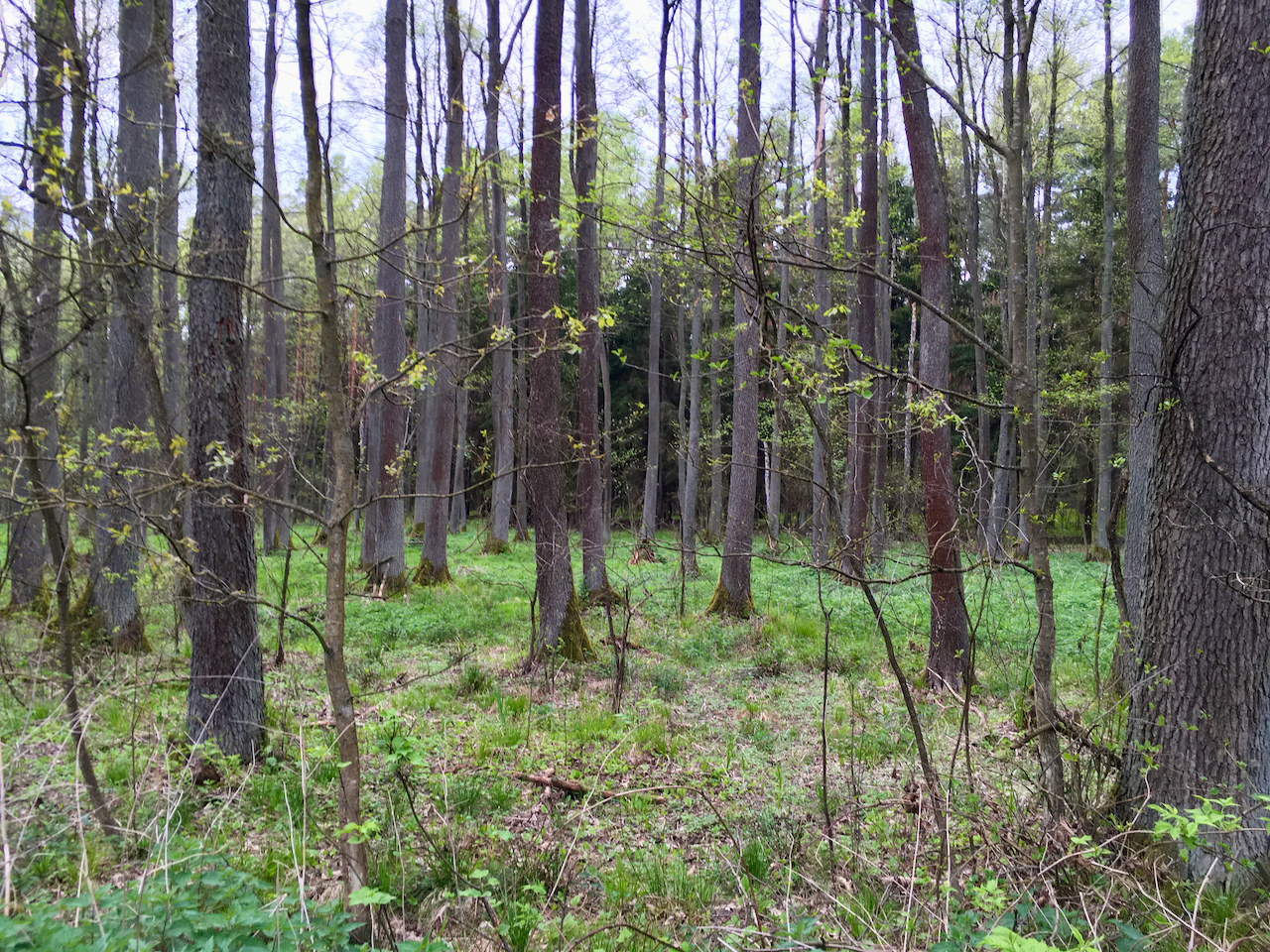
Rezerwat przyrody Czaplowizna

| Odległość (km) | Miejsce / Miejscowość         | Atrakcje                                                 | Skrzyżowania szlaków                                                                        |
| -------------- | ----------------------------- | -------------------------------------------------------- | ------------------------------------------------------------------------------------------- |
| 0,0            | Pułtusk                       | najdłuższy brukowany rynek w Europie (380 m)             | Pułtusk – Dalekie, Pułtusk – Wierzbica                                                      |
| 0,45           | Pieszy most nad Narwią        | rzeka Narew                                              |                                                                                             |
| 0,45           | Pułtusk, ul. Gajkowicza       |                                                          | Pułtusk – Dalekie                                                                           |
| 2,31           | Nadleśnictwo Pułtusk          | początek ścieżki przyrodniczej dookoła Uroczyska Popławy | Pułtusk – Wierzbica                                                                         |
| 7,12           | Rezerwat przyrody Popławy     |                                                          | Pułtusk – Wierzbica                                                                         |
| 11,70          | Bartodzieje                   |                                                          |                                                                                             |
| 13,09          | Rezerwat przyrody Wielgolas   |                                                          |                                                                                             |
| 20,10          | Obryte                        |                                                          |                                                                                             |
| 24,22          | Sadykierz                     |                                                          |                                                                                             |
| 33,49          | Trzecie Pole                  |                                                          | Wyszków – Lipnik Majorat                                                                    |
| 36,40          | Porządzie                     |                                                          |                                                                                             |
| 42,77          | Dalekie-Tartak                |                                                          | Leśniczówka Tuchlin – Przetycz, Pułtusk – Dalekie                                           |
| 43,69          | Dalekie, ul. Modrzewiowa      |                                                          | Pułtusk – Dalekie                                                                           |
| 46,24          | Jaszczułty                    |                                                          |                                                                                             |
| 53,24          | Uroczysko Jegiel              |                                                          | Leśniczówka Tuchlin – Przetycz                                                              |
| 53,93          | Stawy Rybakówka               |                                                          |                                                                                             |
| 54,88          | przejście pod trasą S8        |                                                          |                                                                                             |
| 60,31          | pod Leśniczówką Tuchlin       |                                                          | Leśniczówka Tuchlin – Przetycz                                                              |
| 60,59          | Leśniczówka Tuchlin           |                                                          | Leśniczówka Tuchlin – Przetycz                                                              |
| 62,35          | Przyjmy                       |                                                          |                                                                                             |
| 65,73          | Brańszczyk                    | rzeka Bug                                                |                                                                                             |
| 71,00          | Brańszczyk-Nakiel             | rzeka Bug                                                | uwaga! nieczynna przeprawa promowa Brańszczyk-Kamieńczyk – brak wytyczonego obejścia szlaku |
| 71,10          | Kamieńczyk-Rybaki             | rzeka Bug                                                |                                                                                             |
| 71,15          | Kamieńczyk                    |                                                          | Urle – Rybienko                                                                             |
| 71,21          | Kamieńczyk                    |                                                          | Kamieńczyk – Uroczysko Wilżanka                                                             |
| 73,09          | most nad rzeką Liwiec         |                                                          | Urle – Rybienko, Kamieńczyk – Uroczysko Wilżanka                                            |
| 74,24          | Kamieńczyk-kolonia Rafa       |                                                          |                                                                                             |
| 75,42          | Nadbużański Park Krajobrazowy | rzeka Bug                                                |                                                                                             |
| 79,70          | Szumin                        | rzeka Bug                                                |                                                                                             |
| 81,40          | Rezerwat przyrody Jegiel      |                                                          |                                                                                             |
| 83,29          | Wywłoka                       |                                                          | Łochów – Wywłoka                                                                            |
| 84,13          | Łojewski Rów                  |                                                          | Szlak Doliny Bugu (Łochów – Knychówek), Łochów – Wywłoka                                    |
| 92,09          | Czaplowizna                   |                                                          | Szlak Rezerwatu Czaplowizna (Topór PKP – Topór PKP)                                         |
| 92,81          | Rezerwat przyrody Czaplowizna |                                                          | Szlak Rezerwatu Czaplowizna (Topór PKP – Topór PKP)                                         |
| 96,09          | Krupińskie                    |                                                          |                                                                                             |
| 98,15          | Torfowisko Kules              |                                                          |                                                                                             |
| 100            | PKP Sadowne Węgrowskie        |                                                          |                                                                                             |